# Hybridfügen
Hybridfügen stellt eine Kombination von zwei oder mehr Fügeverfahren dar, bei dem negative Eigenschaften der jeweiligen Fügeverfahren kompensiert und Vorteile miteinander verbunden werden. Bedeutung für die industrielle Fertigung hat vor allem die Kombination der Klebtechnik mit mechanischen Fügeverfahren (z. B. Nieten, Durchsetzfügen, Schrauben oder Bördeln) bzw. mit dem Punktschweißen.
Anwendung finden solche Verfahren unter anderem in der Automobilindustrie, beispielsweise das Punktschweißkleben, welches das Strukturkleben mit dem Punktschweißen kombiniert.